# كيفن فولي (لاعب غولف)
كيفن فولي (بالإنجليزية: Kevin Foley)‏ هو لاعب غولف أمريكي، ولد في 24 مايو 1987 في نيو برونزويك في الولايات المتحدة.

## وصلات خارجية
- كيفن فولي على موقع رابطة لاعبي الغولف المحترفين (الإنجليزية)
- كيفن فولي على موقع التصنيف العالمي الرسمي للغولف (الإنجليزية)